# ژان-فیلیپ دورل
ژان-فیلیپ دورل (فرانسوی: Jean-Philippe Daurelle‎؛ زادهٔ ۲۸ دسامبر ۱۹۶۳) شمشیرباز اهل فرانسه بود.